# Ярнути (Мазовецьке воєводство)
Ярнути (пол. Jarnuty) — село в Польщі, у гміні Червін Остроленцького повіту Мазовецького воєводства.
Населення — 139 осіб (2011).
У 1975-1998 роках село належало до Остроленцького воєводства.

## Демографія
Демографічна структура станом на 31 березня 2011 року:
|          | Загалом | Допрацездатний вік | Працездатний вік | Постпрацездатний вік |
| -------- | ------- | ------------------ | ---------------- | -------------------- |
| Чоловіки | 60      | 8                  | 38               | 14                   |
| Жінки    | 79      | 15                 | 42               | 22                   |
| Разом    | 139     | 23                 | 80               | 36                   |